# Tangara à bavette jaune
Iridosornis analis
Espèce
Statut de conservation UICN

 LC  : Préoccupation mineure
Le Tangara à bavette jaune (Iridosornis analis) est une espèce de passereau appartenant à la famille des Thraupidae.

## Répartition
On le trouve en Colombie, Équateur et Pérou.

## Habitat
Il vit dans les forêts humides des montagnes tropicales et subtropicales.